# Live One
A Live One dupla CD az ausztráliai Tommy Emmanuel gitáros 2005-ös koncertlemeze.

## Számok

### CD-1
1. Beatles Medley
2. Peter Allen Medley/Waltzing Matilda
3. Classical Gas
4. Old Fashioned Love Song
5. Son Of A Gun
6. Dixie MacGuire
7. Country Wide
8. Saltwater
9. Borsalino
10. Up From Down Under
11. Morning Aire
12. Those Who Wait
13. Michelle
14. Questions
15. Angelina
16. Precious Time/That's The Spirit
17. Mona Lisa
18. Mombasa

### CD-2
1. Amazing Grace
2. House Of The Rising Sun
3. Guitar Rag
4. Blue Moon
5. Mozzarella Tarantella
6. Guitar Boogie
7. Train To Dusseldorf
8. One Mint Julep
9. Hunt
10. Initiation

## Közreműködők
- Tommy Emmanuel - gitár
- Rod Tamlyn - producer, keverés
- Ernie Rose – felvételvezető
- Don Bartley – mastering

## Külső hivatkozások
- Hivatalos oldal (angolul)